# شترمرغ‌سانان
شترمرغ‌سانان یا شترمرغ‌سانان آفریقایی (به لاتین: Struthioniformes) یک راسته از پرندگان با تنها یک تیرهٔ موجود به نام شترمرغان (Struthionidae) است که شامل شترمرغ است. چندین تیرهٔ منقرض‌شدهٔ دیگر نیز شناخته شده‌اند که در سراسر نیمکره شمالی، از ائوسن پیشین تا پلیوسن پیشین، از جمله انواع مختلف بی‌پرواز مانند دیرین‌هوبره (Paleotidae) , Geranoididae، پیشاکلنگان (Eogruidae) و Ergilornithidae، که دو مورد آخر به نظر می‌رسد نزدیک به تیرهٔ شترمرغان (Struthionidae) هستند، شناخته شده‌اند.